# Karl Schönherr (Bildhauer)
Karl Schönherr (* 30. Mai 1925 in Dresden; † 31. Mai 1981 in Dresden) war ein deutscher Bildhauer.

## Leben und Werk
Schönherr absolvierte von 1939 bis 1942 eine Lehre als Kunstformer und übte diesen Beruf von 1942 bis 1945 in Dresden aus. Daneben machte er von 1942 bis 1945 ein künstlerisches Abendstudium. Von 1945 bis 1948 besuchte er in der Abendschule die Studienrichtung Plastik der späteren Hochschule für Bildende Künste Dresden. Daneben arbeitete er in Dresden freiberuflich als Bildhauer.
Von 1948 bis 1953 studierte er an der Hochschule für Bildende Künste Dresden bei Fritz Koelle und Walter Arnold Noch als Student konnte er 1953 an der Dritten Deutschen Kunstausstellung in Dresden teilnehmen. Er zeigte dort die Plastik Dienst für Deutschland ist Dienst am deutschen Volk (Gips, Höhe: 168 cm).
Von 1952 bis 1953 hatte Schönherr sein Atelier im Künstlerhaus Dresden-Loschwitz. Von 1954 bis 1965 war er zeitweise in Ost-Berlin im Rahmen städtebaulicher Projekte an bildhauerischen Arbeiten beteiligt. Danach arbeitete er freischaffend wieder in Dresden, wobei er 1967 einen Vertrag mit der Flugzeugwerft Dresden hatte. Schönherr war Mitglied des Verbands Bildender Künstler der DDR.
Er wurde auf dem St.-Pauli-Friedhof in Dresden bestattet.

## Rezeption
„Schönherr war einer der wenigen Bildhauer, die fast ausschließlich heitere, lebensbejahende Bildwerke geschaffen haben.“

## Werke (Auswahl)

### Werke im öffentlichen Raum
- 1955: Erkerreliefs am Altmarkt, Dresden[4]
- 1977: Brunnen Zittauer Marktweiber in Zittau
- Figurengruppe Zwei Mütter mit Kindern, urspr. an der Prager Straße in Dresden, jetzt im Lapidarium Dresden
- 1980: Figur Kaffeetanten, Zweitguss, zwei Zentner schwer, 1988 von der Stadt Cottbus angekauft, im Rathauskeller eingelagert, im Februar 1998 gestohlen und nach einer Anzeige wieder zurückgegeben[5]

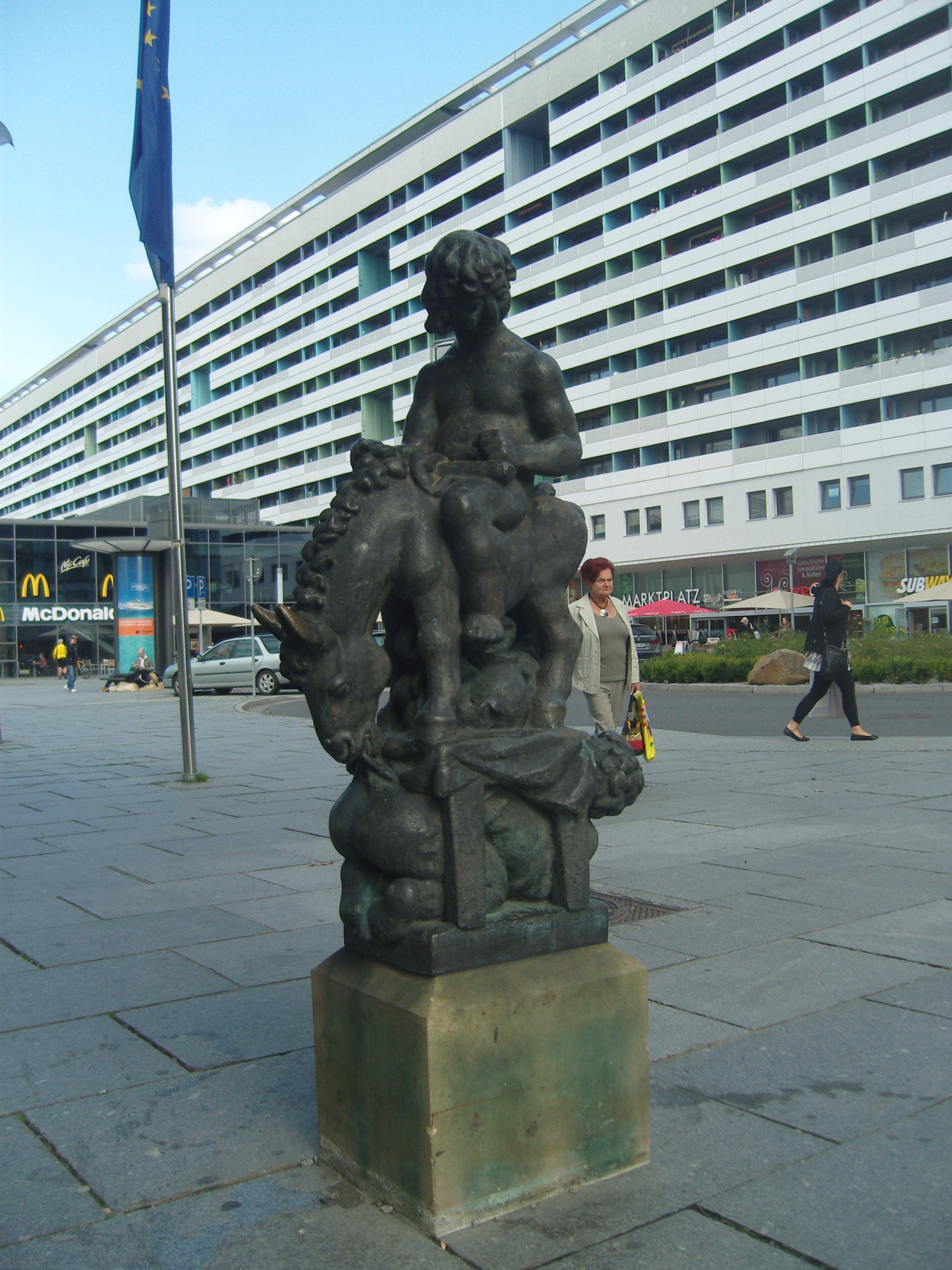
Plastik Tischlein deck dich
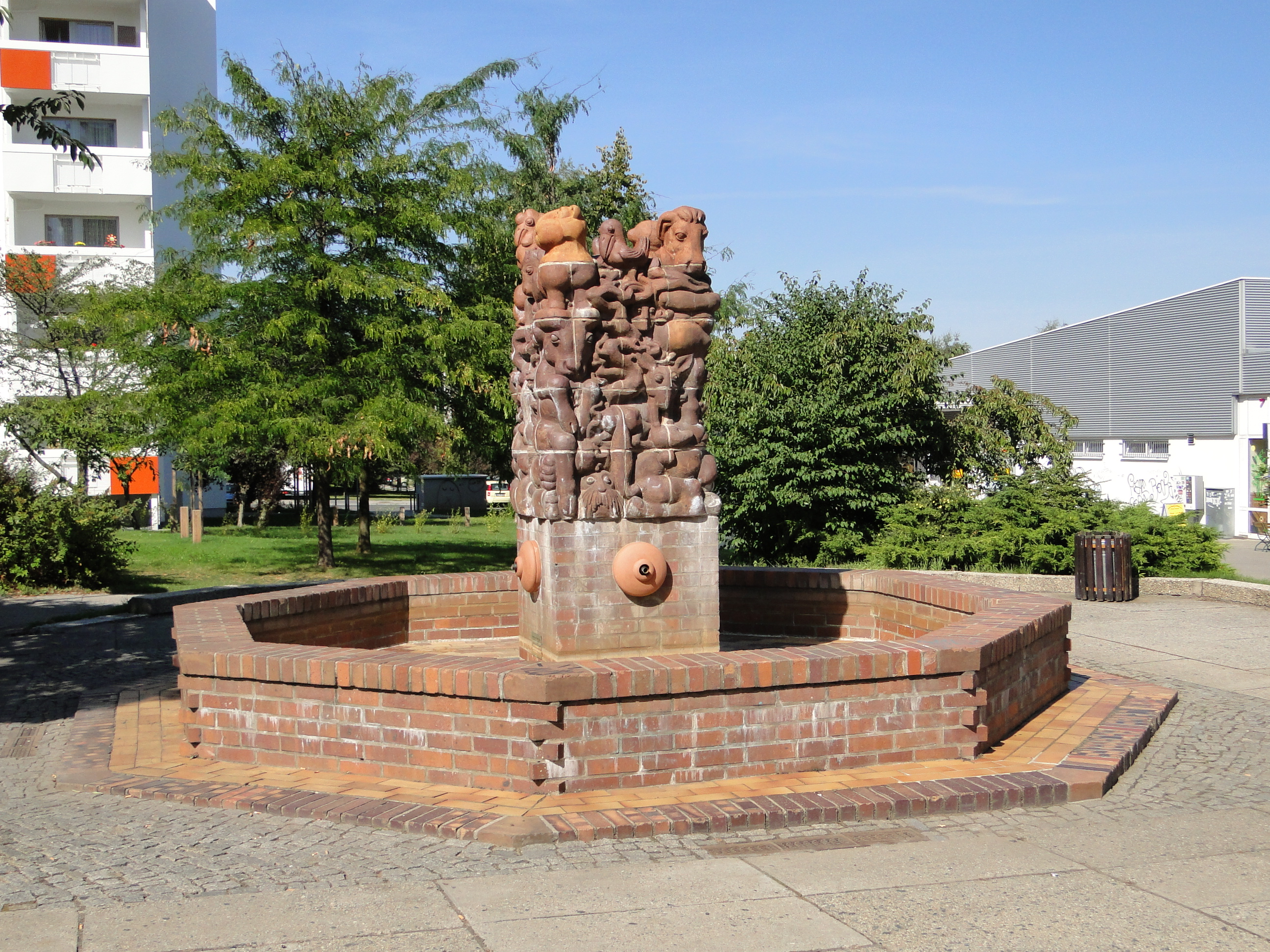
Märchenbrunnen in Dresden-Gorbitz
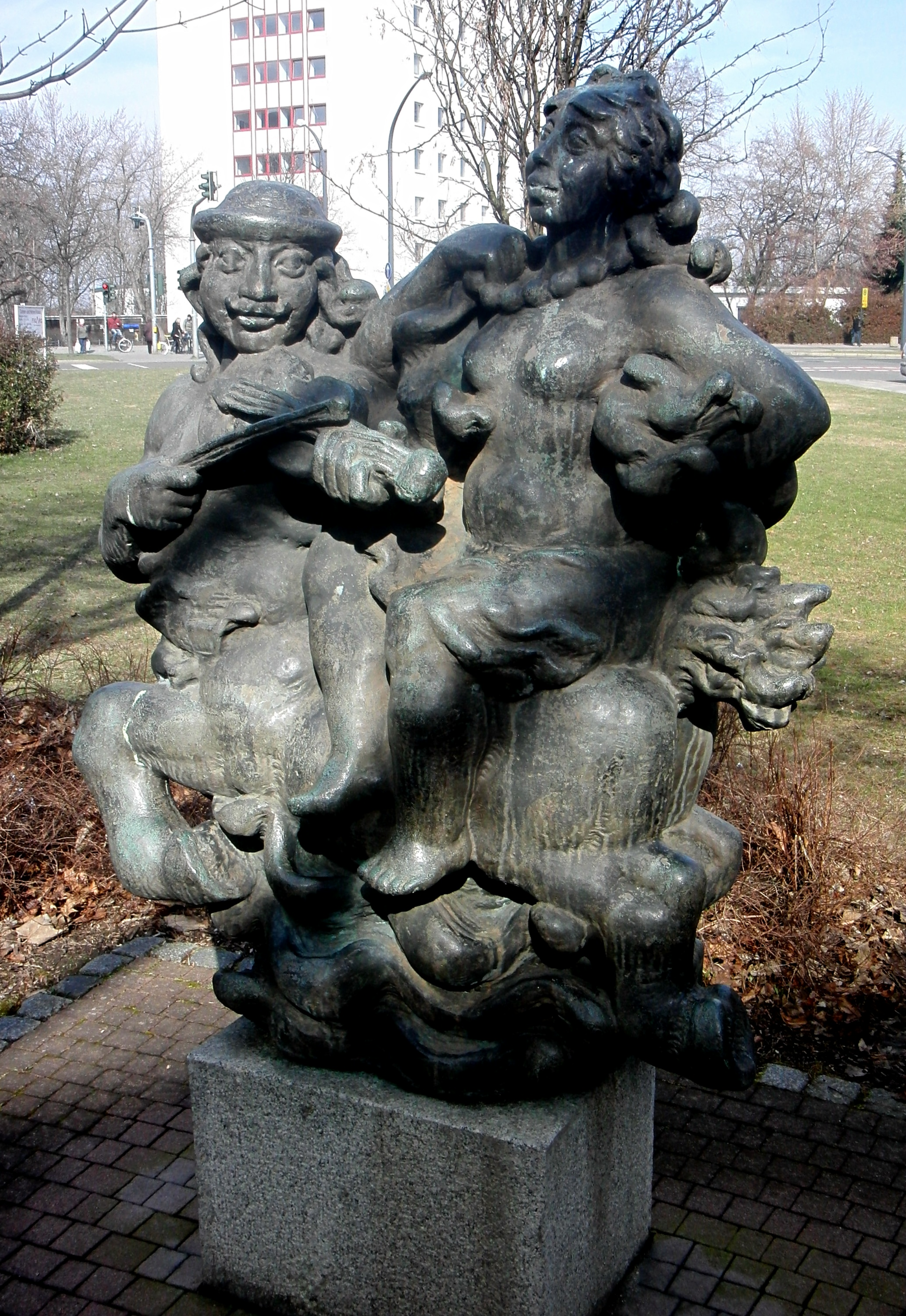
Satyrgruppe, Bronze, in Dresden-Südvorstadt
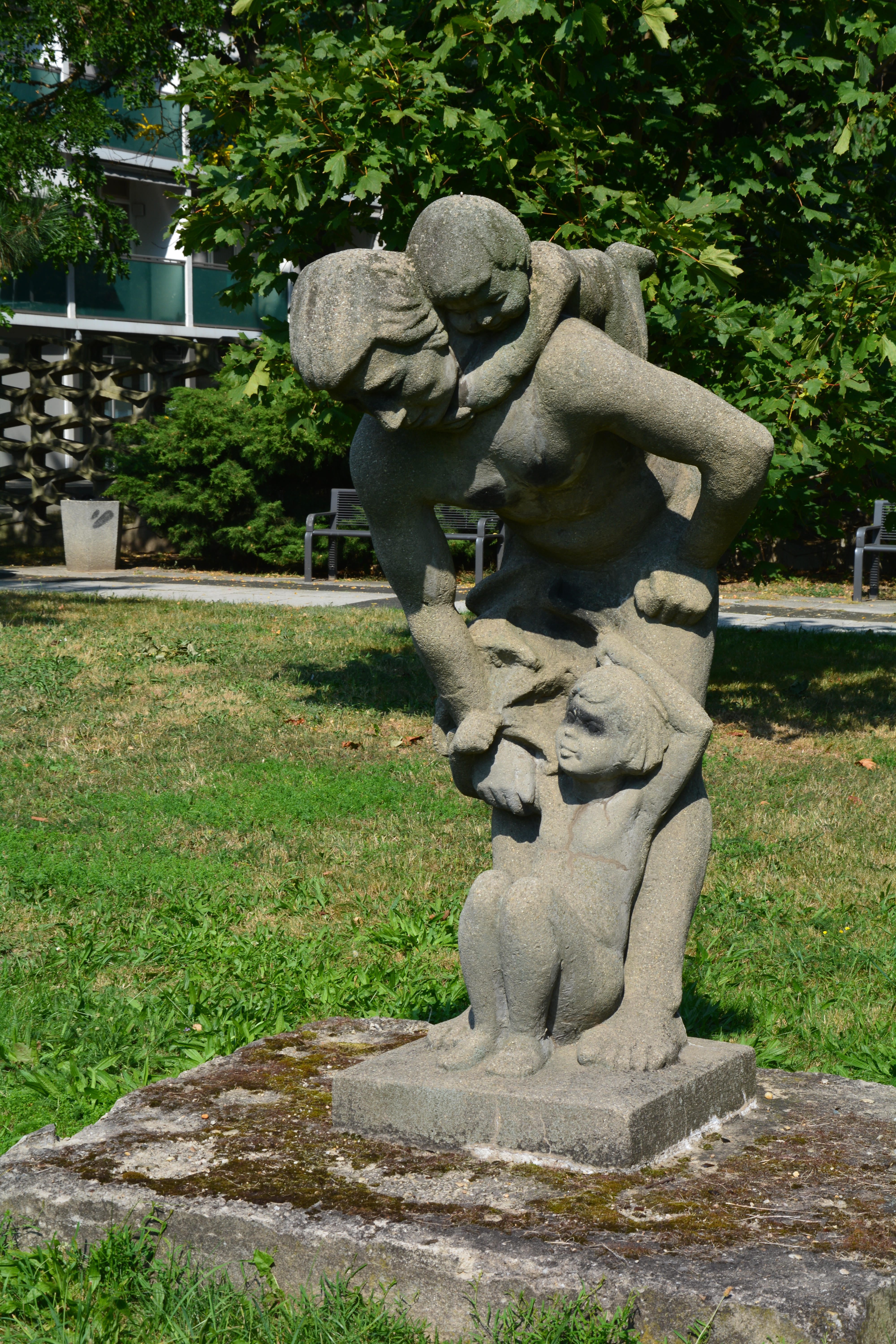
Vater mit Kindern

### Weitere Plastiken
- Arbeiterveteran (1964; Porträtbüste, Gips getönt; auf der VI. Deutschen Kunstausstellung)[6]
- Mutter und Kind (1980; Zweifigurengruppe, Gips getönt; auf der IX. Kunstausstellung der DDR)[7]

## Teilnahme an zentralen und wichtigen regionalen Ausstellungen in der Sowjetischen Besatzungszone und in der DDR
- 1948: Dresden, Haus des Kulturbunds („Die Jungen. Malerei, Grafik, Plastik“)

- 1948: Zwickau, Städtisches Museum („Schau der Jüngsten. Maler, Graphiker, Bildhauer“)

- 1953, 1967/1968 und 1982/1983: Dresden, Dritte und VI. Deutsche Kunstausstellung und IX. Kunstausstellung der DDR
- 1957: Berlin, Ausstellungspavillon Werderstraße („Junge Künstler der DDR“)
- 1972, 1974 und 1979: Dresden, Bezirkskunstausstellungen